# Рейка ластівчин хвіст

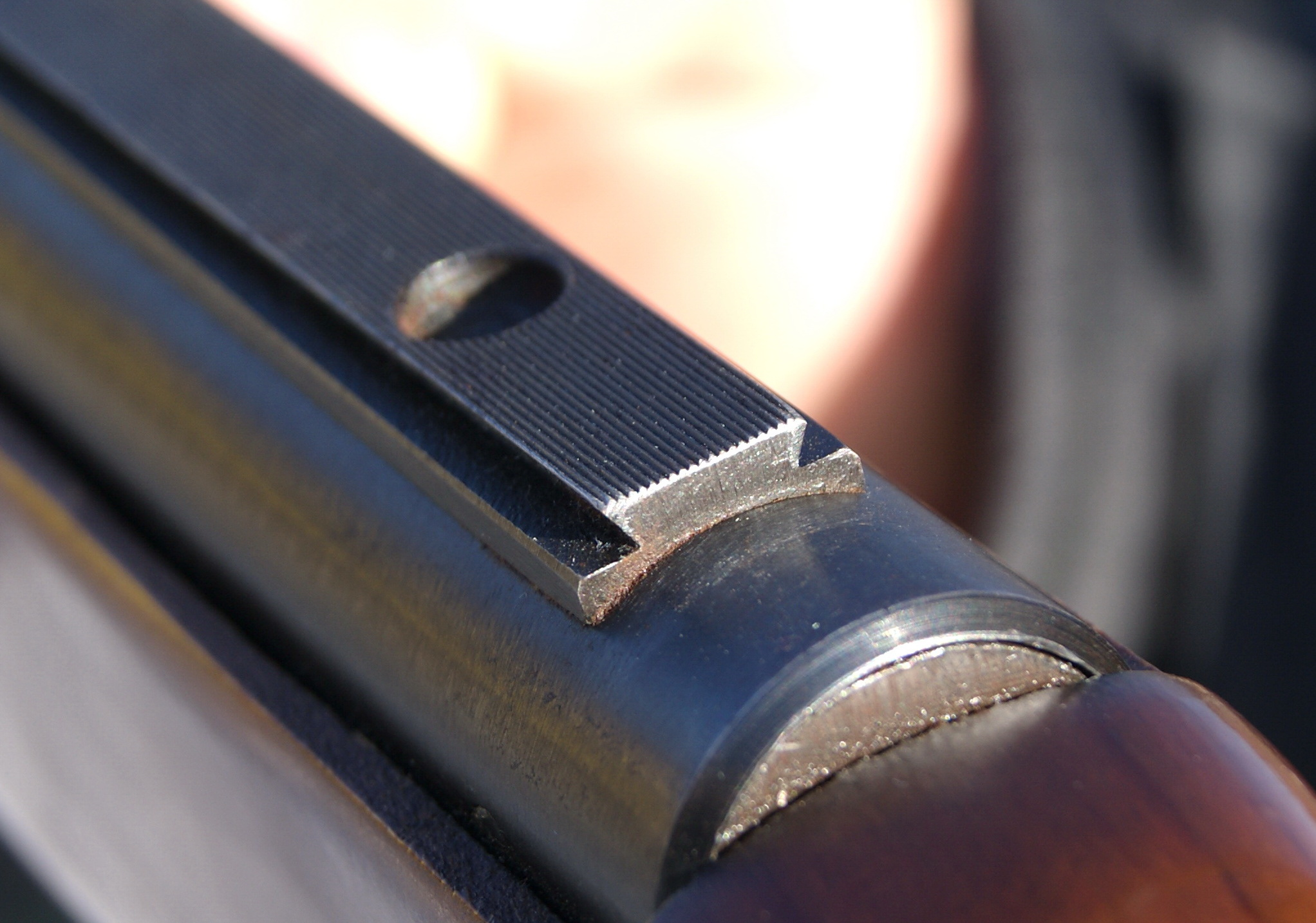
Рейка ластівчин хвіст на ствольній коробці гвинтівки для кріплення прицілу (наприклад, оптичного або механічного).

Рейка ластівчин хвіст це кілька типів ковзних рейкових систем розроблених для вогнепальної зброї, які розраховані для кріплення оптичних прицілів. В розмовній мові термін ластівчин хвіст зазвичай відноситься до будь-якого прямого монтажного кронштейна з перевернутою трапецією (ластівчин хвіст) у поперечному перерізі (хоча шестикутні рейки Вівера та Пікатінні також є похідними від ластівчиного хвоста) що проходить паралельно отвору для кріплення прицілу або діоптричного прицілу до гвинтівки. Їх іноді також називають кріпленнями "наконечник", і вони дозволяють користувачеві легко встановлювати або знімати приціл. Також до кріплення Ластівчин хвіст відносять напрямну ластівчин хвіст, яка йде перпендикулярно каналу стволу.

## Напрямні типу "ластівчин хвіст" для знімних прицілів

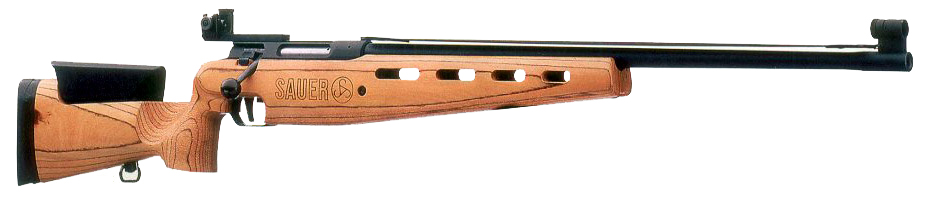
SIG Sauer 200 STR мають 11 мм ластівчин хвіст на ствольній коробці для кріплення діоптричної мушки або оптичного прицілу, напряму або за допомогою перехідника рейки Пікатінні.

Залежно від виробника ластівчин хвіст буває різних типів і розмірів, але найпоширенішим є 11 мм та 3⁄8 дюйми (9,5 мм). Деякими іншими менш відомими, але наразі доступними в продажу кріпленнями типу "ластівчин хвіст" є 12, 13, 13.5, 14,, 14.5, 16, 16.5, 17 та 19 мм.
У той час як добре стандартизоване кріплення на рейку Пікатінні (і її менш стандартизований попередник, рейку Вівера) є найбільш відомим в США, багато європейських виробників зброї пропонують власні системи кріплення прицілів до ствольної коробки для своєї зброї, наприклад Sako має конусний ластівчин хвіст, Tikka має ластівчин хвіст 17 мм та інші рішення, такі як кріплення Blaser Saddle Mount або Recknagel Swing Mount. Кріплення ластівчин хвіст зараз загалом використовують у пневматичній зброї з легким відбоєм, але їх також можна побачити на сучасних гвинтівках для полювання та спортивної стрільби під бездимний порох, проте популярними стають кріплення, такі як рейка Пікатінні, яка має виступ відбою.
Деякі приклади гвинтівок з різними типами напрямних:
- 9,5 мм: Crosman Pumpmaster 760, CZ 452 and Remington Model 552.
- 11 мм: Accuracy International Arctic Warfare, CZ 452, 455 та 511, Remington Model 597, Sako Quad, Sig Sauer 200 STR, Tikka T1x, Walther LGR, Weihrauch HW 35
- 13 мм: Chiappa Firearms Double Badger
- 17 мм: Sako TRG, Tikka T3
- 19 мм: CZ 550
- Змінна ширина (конусність): Sako 75, Sako 85

Кріплення латівчин хвіст також інтегровано в деякі гвинтівки, особливо у варіантах L85A2 і A1 гвинтівки SA80 буллпап для встановлення механічних прицілів і прицільної системи SUSAT. Але останнім часом її замінили на рейку Пікатінні, оскільки, згідно з Міністерством оборони, хвости ластівки не підходили для створення місця для прицільного комплексу ACOG.

### Ластівчин хвіст з виступами проти відбою

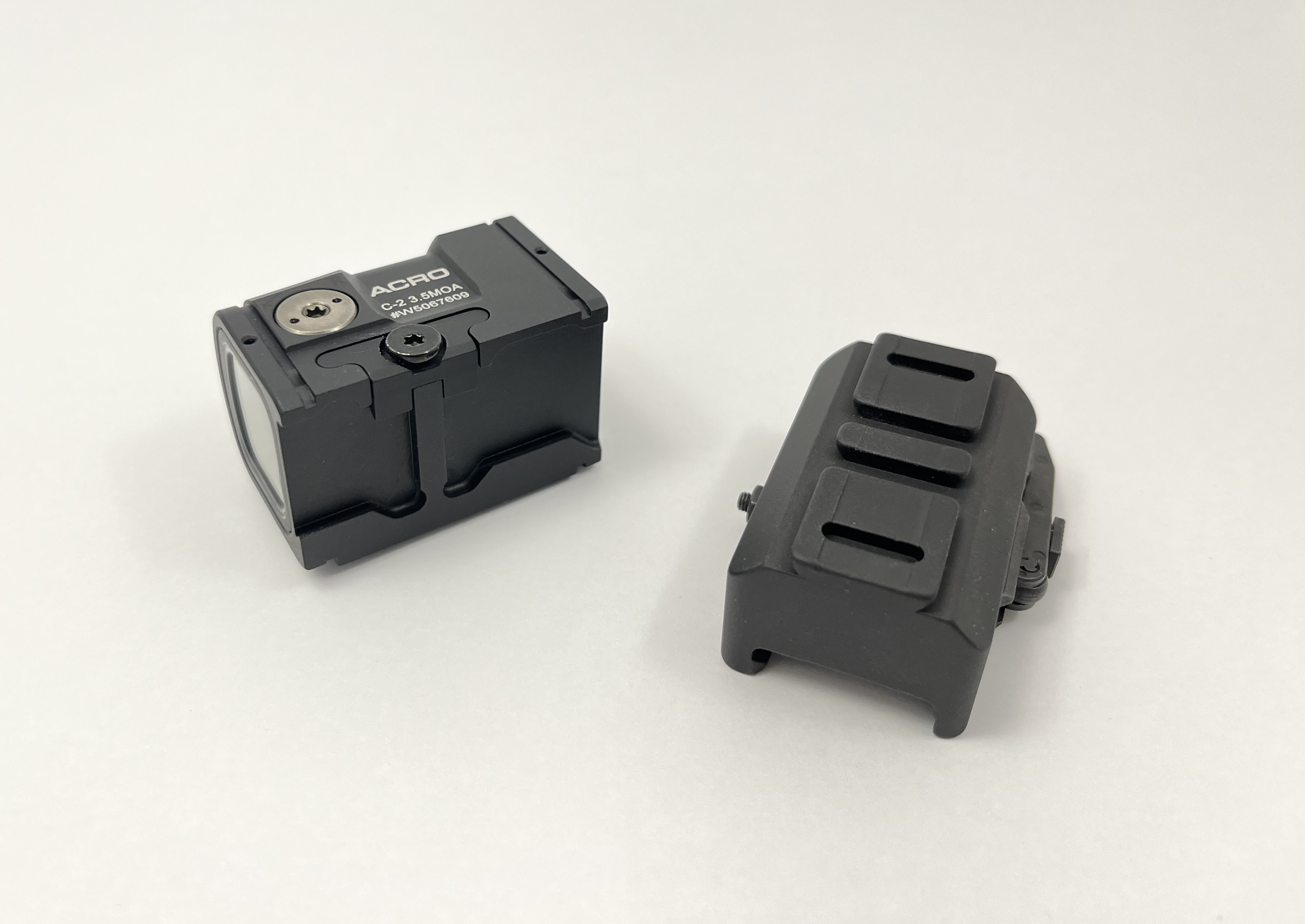
Ліворуч: рефлекторний приціл Aimpoint Acro C2 лежить на боці. Праворуч: рейка Acro на підйомі Пікатінні.

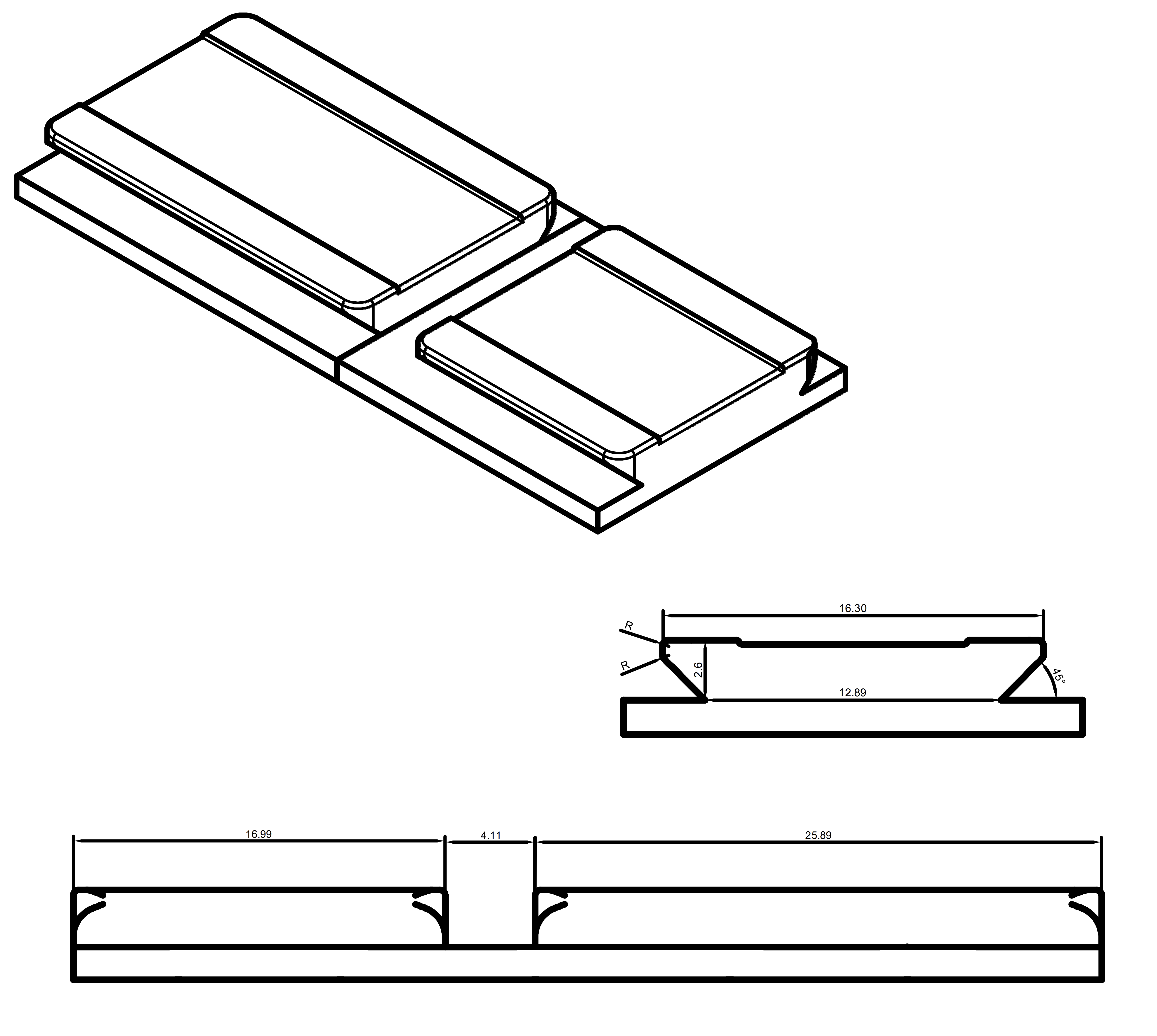
Приблизні розміри рейки Aimpoint Acro.

Деякі рейки ластівчин хвіст мают інтегровані виступи проти відбою. Одним із прикладів є рейка Aimpoint Acro, яка має кут 45 градусів і ширину приблизно 16,5 мм.

### Бічна рейка для кріплення прицілу
Хоча більшість рейок ластівчин хвіст розташовано на ствольній коробці, існую також екземпляри розташовані збоку. Деякі службові гвинтівки, які використовували збройних силах Радянського Союзу та в країнах Варшавського пакту мали бічні рейки для кріплення прицілів, неофіційно їх називали рейка Варшавського пакту.  Кріплення знаходилося на лівому боці ствольної коробки гвинтівки, з механічно зробленими отворами для зменшення ваги та легкого встановлення. Прикладом є оптичний приціл ПСО-1. Схожі рейки також можна побачити на такій зброї як снайперська гвинтівка Драгунова (СВД), снайперська гвинтівка PSL,  кулемет Калашникова, а також на деяких автоматах серії АК з 1954 дотепер. З 1992 року бічна рейка стає стандартною для всієї зброї Калашникова. 
В СВД та автоматах АК використані дещо різні кріплення ластівчин хвіст. Варшавські рейки мають ширину приблизно 14 мм.

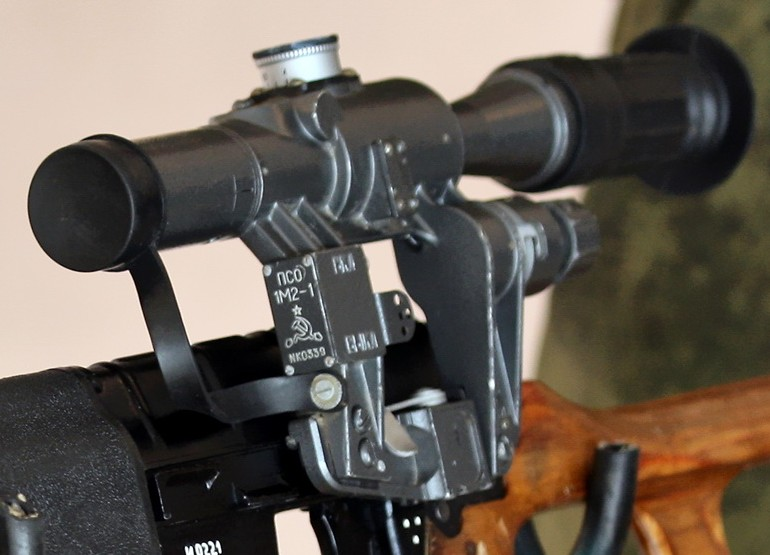
Оптичний приціл ПСО-1 M2-1 на гвинтівці ВСС Вінторез
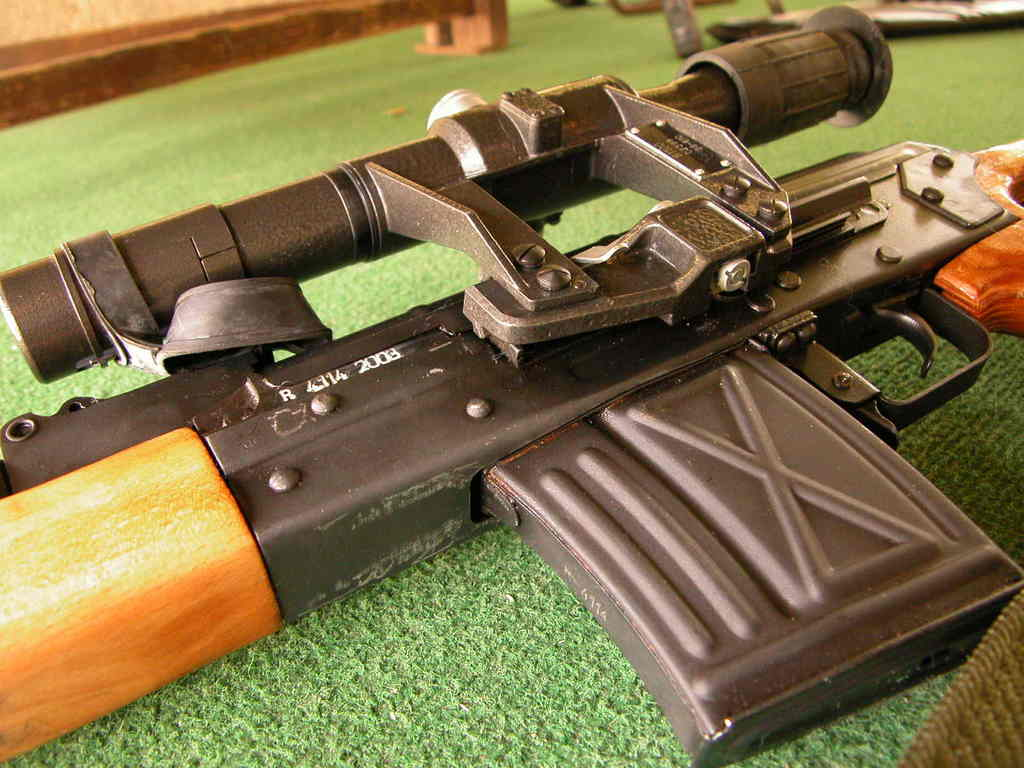
Бічне кріплення ластівчин хвіст на румунській гвинтівці PSL
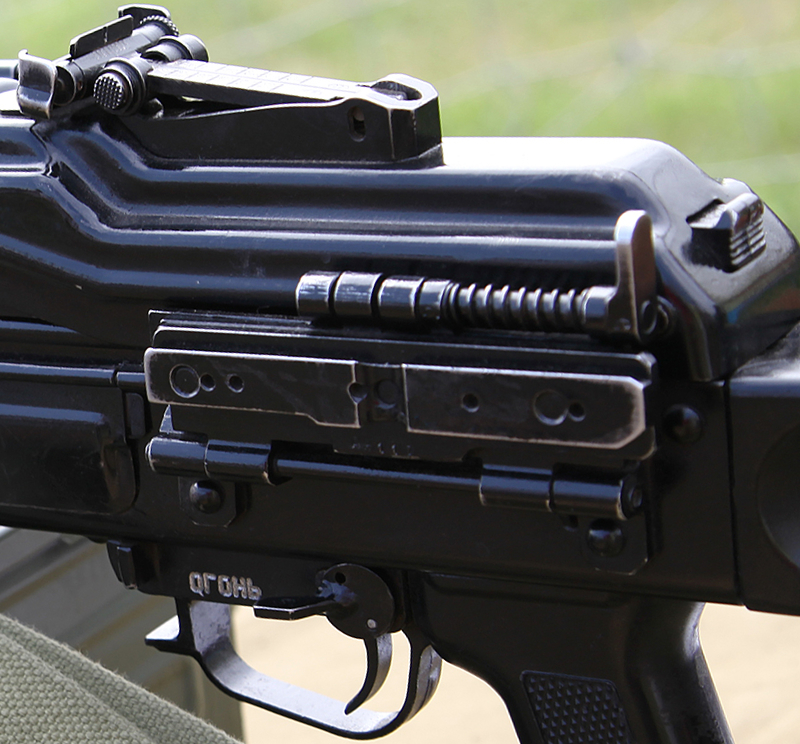
Бічна рейка кріплення для оптичного прицілу кулемета Пєчєнєґ

## Рейки ластівчин хвіст для напівпостійних прицілів

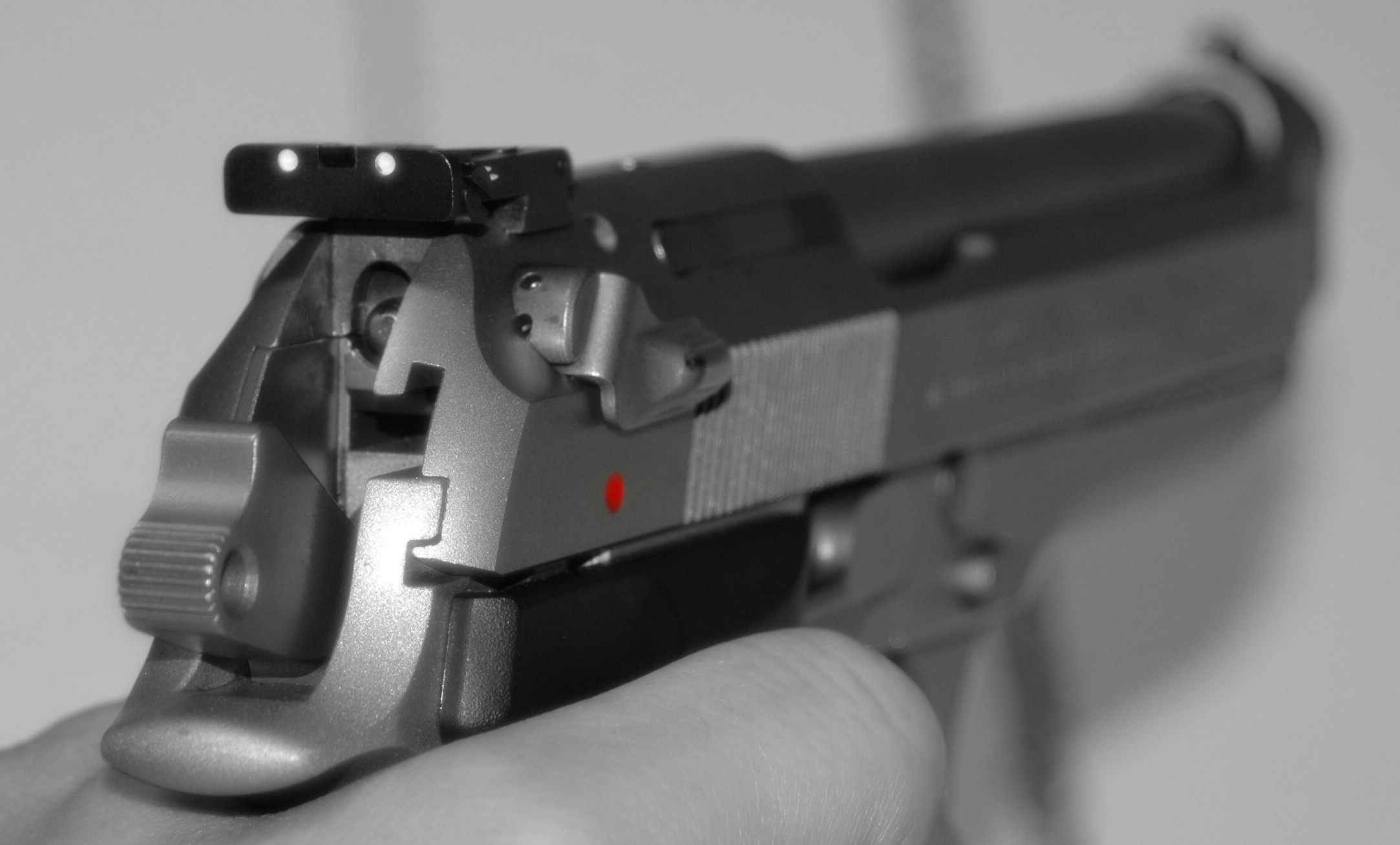
Пістолет Beretta 92FS з мушкою на ластівчиному хвості

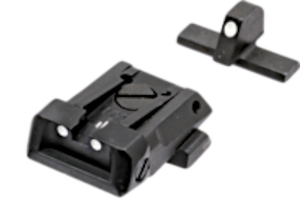
Пістолетні приціли з перпендикулярними ластівчиними хвостами

Кріпленням ластівчин хвіст також можна назвати доріжку у вигляді ластівчиного хвоста, яка розташована перпендикулярно каналу стволу, часто таке кріплення використовують для невеликих мушок та ціликів на пістолетах та деяких гвинтівках. Цей метод кріплення означає напівпостійне кріплення з фрикційною посадкою, де фрезерується паз, наприклад, у затворній рамі пістолета, а приціл з відповідним ластівчиним хвостом вставляють в цей паз.
Цілики пропонуються з багатьма несумісними профілями пазами ластівчин хвіст, а деякі добре відомі (і несумісні) профілі належать виробникам прицілів, таким як Novak, BoMar, LPA/TRT, Kimber або стандарту 1911 mil («GI»). Крім того, багато виробників пістолетів мають власні профілі з пазами типу ластівчин хвіст. 